# Oculobrium sudrei
Oculobrium sudrei är en skalbaggsart som beskrevs av Karl Adlbauer 2005. Oculobrium sudrei ingår i släktet Oculobrium och familjen långhorningar.
Artens utbredningsområde är Ghana. Inga underarter finns listade i Catalogue of Life.